# باتريشيا غارسيا
باتريشيا غارسيا (بالإسبانية: Patricia García Funegra) (و. 1963  م) هي طبيبة، ومحاضرة، وباحثة بيروفية، ولدت في ليما.

## مناصب
تولت منصب Minister of Health of Peru ‏
.

## التعليم
تعلمت في جامعة كايتانو هيريديا، وتعلمت في جامعة واشنطن
.